# 朗藝徑
朗藝徑（英語：Long Ngai Path）是香港新界元朗市中心大陂頭的一條行人徑，連接馬田路和元朗體育路，是元朗區公共設施的集中地。朗藝徑是元朗居民前往元朗公園的主要路徑之一，路面寬闊，現多為居民作休憩之用，如散步、溜狗和耍太極等等。

## 歷史
1963年，政府落實元朗防洪工程計劃，將山貝河河道重建成一條大明渠（元朗大坑渠）和數條支渠。朗藝徑原是其中一條源自水牛嶺的支渠。1980年代初，坑渠旁邊曾用作臨時房屋區之用。1980年代中，水渠被改作暗渠，渠面改作為行人徑至今，在1980年代中至2004年，該行人徑和旁邊的安興遊樂場是元朗年宵市場的舉辦地點，1990年時任港督衛奕信曾到訪元朗年宵。
2011年，元朗區議會的地區小型工程項目「馬田路–體育路文娛綠化走廊」第一期完工，行人徑部份地方加建避雨上蓋。2017年，該行人徑始獲命名為朗藝徑。近年，每逢周末不時會有團體在朗藝徑上舉辦活動。

## 交匯道路
- 馬田路
- 元朗體育路
- 安康路
- 安良里

## 沿路地標

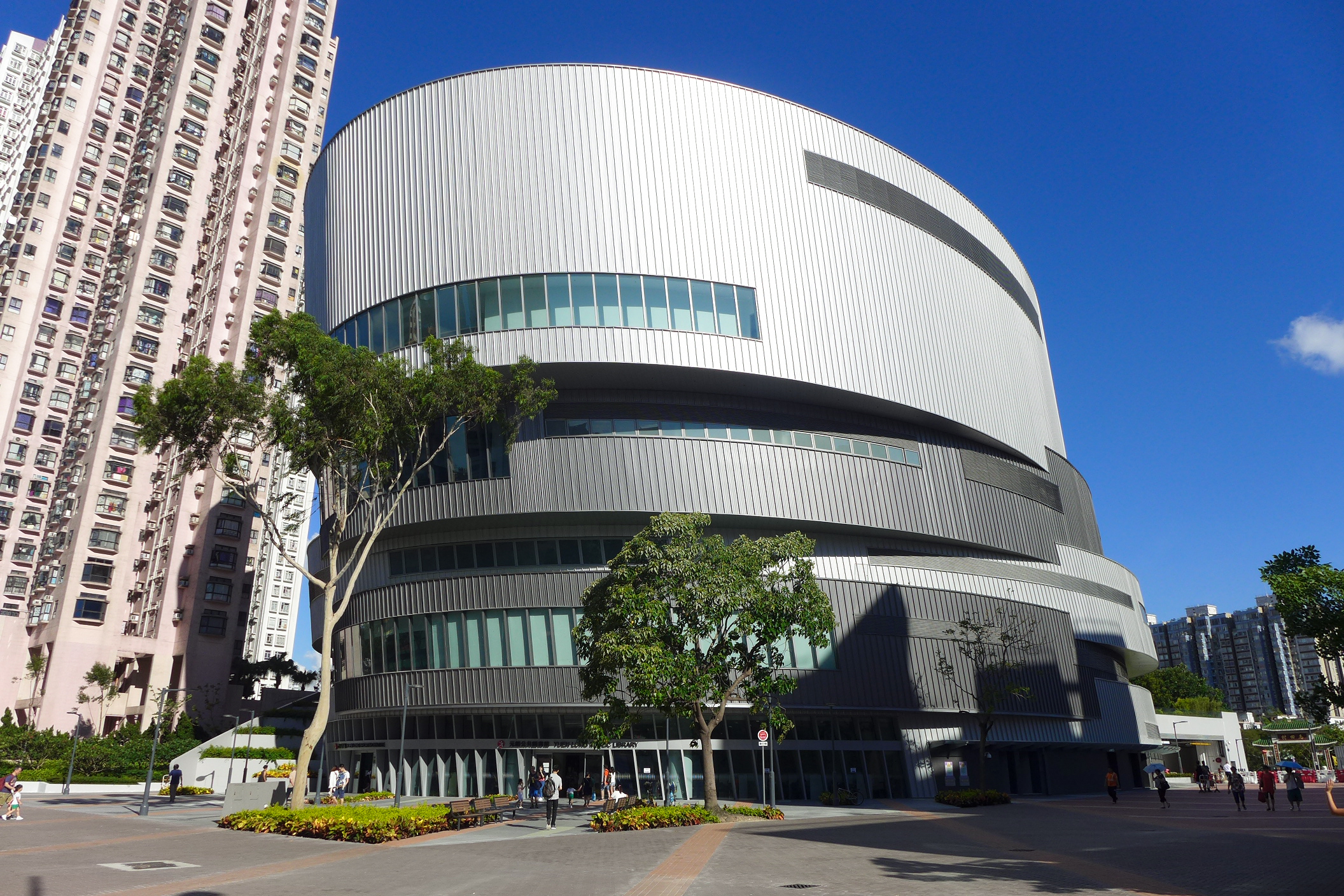
元朗文化康樂大樓是朗藝徑的地標建築

### 公共設施
- 元朗劇院
- 元朗文化康樂大樓（元朗圖書館及元朗體育館）
- 安興遊樂場

### 學校
- 趙聿修纪念中學

### 屋苑
- 怡豐花園
- 朗景臺